# Mycosphaerella silenes-acaulis
Mycosphaerella silenes-acaulis är en svampart som först beskrevs av René Charles Maire, och fick sitt nu gällande namn av Franz Petrak 1947. Mycosphaerella silenes-acaulis ingår i släktet Mycosphaerella och familjen Mycosphaerellaceae.  Arten är reproducerande i Sverige. Inga underarter finns listade i Catalogue of Life.